# Bellahøj Park
Der Bellahøj Park beherbergt Dänemarks derzeit einzige temporäre Motorsport-Rennstrecke. Der in Kopenhagen gelegene Stadtkurs führt um das gleichnamige Parkgelände und wird seit 2013 einmal im Jahr für die Ausrichtung des Copenhagen Historic Grand Prix errichtet. Die Veranstaltung war unter anderem 2021 Gastgeber einer Runde der Pure Electric Touring Car Championship.

## Geschichte
Ursprünglich fanden die Rennen des Copenhagen Historic GP auf einem Stadtkurs im Fælledparken im Stadtzentrum Kopenhagens statt. 2013 verlegten die Organisatoren die Veranstaltung an das 3 km weiter westlich gelegene Gelände des Bellahøj Parks, wo größere Freiflächen für die Unterbringung der Veranstaltung existierten.

## Streckenverlauf
Die Strecke ist auf öffentlichen Straßen rund um den Bellahøj Park angelegt. Von der Start-/Ziellinie am Bellahøjvej biegt die Strecke rechtwinklig in den Hvidkildevej ab, vorbei an den provisorischen Boxenanlagen, die auf dem Parkplatz des Sportzentrums Grøndal errichtet wurden. Am südlichsten Punkt der Strecke führt eine weitere 90°-Kehre auf den Hulgårdsvej in Richtung Norden. Eine ursprünglich zu enge Schikane auf Höhe des Sportzentrums wird seit 2014 nach Vorschlägen der Fahrer durch eine breitere Version an gleicher Stelle ersetzt.
Eine geschwungene Links-Kurve bringt die Autos dann auf die Borups Allé, die zu einer Rechts-Links-Schikane führt, bevor ein geschwungener Kurvenkomplex die Autos wieder auf den Bellahøjvej bringt. Eine Schikane in der Mitte der Geraden führt zurück ins Ziel. Nach einer Links-Rechts-Links-Kombination im Jahr 2013 wurde die Richtung der Schikane ab 2014 umgekehrt.

## Veranstaltungen
Der Copenhagen Historic GP wurde 2001 zum ersten Mal auf einem Stadtkurs im Fælledparken organisiert. Die gemeinnützige Veranstaltung, die bis zu 30.000 Besucher anlockt, sammelt Spenden für lokale Kinderhilfsorganisationen und bietet eine familienfreundliche Atmosphäre mit vielen Attraktionen und Ausstellungen abseits der Rennstrecke.
Nur ein Jahr nachdem man den Bellahoj Park als neue Location nutzte trat die dänische Thundercar-Meisterschaft 2014 als aktuelle Rennserie im Rahmen des Meetings an. Auch 2015 fand eine weitere Runde der DTC auf dem Stadtkurs statt.
Die Strecke erlangte 2021 internationale Aufmerksamkeit, als der Historic Grand Prix die Pure Electric Touring Car Championship in ihrer Premierensaison zum ersten Stadtrennen in der Geschichte der Meisterschaft in die Veranstaltung integrierte.